# 寺尾晃洋
寺尾 晃洋（てらお こうよう、1923年1月26日 - 2003年6月23日）は、日本の経済学者。関西大学名誉教授。専門は、公企業論、水道事業論。商学博士（関西大学、1990年）。
公益事業学会理事、国際公共経済学会理事、京都市交通事業審議会委員、大山崎町・大阪府・吹田市・東大阪市・堺市・摂津市・川西市・豊中市の水道事業審議会委員、大阪市政調査会理事などを歴任。

## 年譜
- 1923年1月26日：石川県松任市に生まれる
- 1940年3月：石川県立小松中学校卒業
- 1942年9月：大谷大学予科卒業（戦時特例にて繰上）
- 1947年9月：大谷大学文学部宗教学専攻卒業（指導教授：鈴木大拙）（1943年12月から1945年8月まで第1回学徒出陣にて兵役）
- 1951年3月：京都大学経済学部卒業（指導教授：豊崎稔、山岡亮一）
- 1955年3月：京都大学大学院退学（指導教授：豊崎稔）
- 1955年4月：関西大学商学部専任講師
- 1958年4月：関西大学商学部助教授
- 1965年4月：関西大学商学部教授
- 1964年6月：ロンドン大学LSE留学（受入：W.A.ロブソン）（1965年8月まで）
- 1966年10月：関西大学商学部長代理（1967年9月まで）
- 1968年10月：学校法人関西大学評議員（1976年9月まで）
- 1970年10月：関西大学商学部長（1972年3月まで）
- 1980年10月：関西大学大学院商学研究科長（1982年9月まで）
- 1983年4月：ロンドン大学LSE留学（受入：I.ニッシュ）（1983年10月まで）
- 1983年10月：関西大学経済・政治研究所所長（1987年9月まで）
- 1990年2月：関西大学商学博士「日本の水道事業についての経済学的研究」
- 1993年3月：関西大学退職、関西大学名誉教授
- 2003年6月23日：午後11時、肺炎のため兵庫県川西市の病院で逝去[1]

## 著書

### 単著
- 『独立採算制批判』（法律文化社、1965年）
- 『自治体の企業経営-大阪市の実態-』（ミネルヴァ書房、1980年）
- 『日本の水道事業』（東洋経済新報社、1981年）
- 『正信偈に親しむ』（法蔵館、2003年）

### 共著
- （上井久義・和田安彦・鉄川精・小幡斉）『なにわの水』（玄文社、1989年）

## 所属学会
- 公益事業学会
- 国際公共経済学会
- 日本経済政策学会
- 日本交通学会

## その他
- 2010年、日本水道協会5階にある図書室に寺尾文庫が開設[2][3]。